# Astragalus hirticalyx
Astragalus hirticalyx är en ärtväxtart som beskrevs av Pierre Edmond Boissier. Astragalus hirticalyx ingår i släktet vedlar, och familjen ärtväxter. Inga underarter finns listade i Catalogue of Life.